# 「にほんのうた」シリーズ
『「にほんのうた」シリーズ』は、1965年から1969年にかけて、永六輔作詞、いずみたく作曲、デューク・エイセスが歌うというスタイルで発表された、風情を織り込んだオリジナルのご当地ソングの総称である。

## 概要
日本全国各地のご当地ソングを作るというコンセプトのもと、作詞・作曲の二人が実際に各都道府県を旅して制作された。
ヒットソングも多く生まれ、第17回NHK紅白歌合戦で「君の故郷は」、第19回で「いい湯だな」、第20回で「筑波山麓合唱団」が披露され、第22回で『「にっぽんのうた」から』として、「いい湯だな」、「女ひとり」、「筑波山麓合唱団」がメドレーで披露された。

## 収録盤
- 両A面シングルとして、1965年から1970年にかけて東芝音楽工業より全52曲を発売。
- LPレコードが1966年から1969年にかけて、「チャウチャウ」と「酒はあわもり」を除く全50曲を全4集にわたり東芝音楽工業より発売された。
- CD化もして上記CDを1992年に発売。
- 収録順を北から南に変更し2枚組全50曲としたCDを2012年に発売。
- そのほか、ヒット曲を中心に10数曲セレクトされたCDが発売されたり、デューク・エイセスのアルバムに数曲収録されたりしている。

## 受賞歴
- 第8回日本レコード大賞 企画賞（1966年）
- 第11回日本レコード大賞 特別賞（1969年）

## 曲名
| 曲名                         | 都道府県 |
| ---------------------------- | -------- |
| ホッファイホー               | 北海道   |
| ベリョースカ（白樺）         | 北海道   |
| ボーイズ・ビイ・アンビシャス | 北海道   |
| 十和田の底に                 | 青森県   |
| 俺とおふくろの唄             | 岩手県   |
| 紺がすり                     | 秋田県   |
| こけしの唄                   | 宮城県   |
| 歌おう滑ろう                 | 山形県   |
| 我等の庄助さん               | 福島県   |
| 筑波山麓合唱団               | 茨城県   |
| もみじ追分                   | 栃木県   |
| いい湯だな                   | 群馬県   |
| 終電車のブルース             | 埼玉県   |
| 帰ろう港へ                   | 千葉県   |
| 君の故郷は                   | 東京都   |
| 明日の故郷                   | 東京都   |
| 港のためいき                 | 神奈川県 |
| 茶 茶 茶                     | 静岡県   |
| ロッコン・ロール             | 山梨県   |
| みすずかる                   | 長野県   |
| 東京のせがれ                 | 新潟県   |
| ひとり旅                     | 石川県   |
| 黒部四代                     | 富山県   |
| THE ZEN〈座禅〉              | 福井県   |
| マンボ鵜                     | 岐阜県   |
| 僕達の道を                   | 愛知県   |
| 涙は真珠                     | 三重県   |
| 哀しい波紋                   | 滋賀県   |
| 女ひとり                     | 京都府   |
| 奈良の鐘                     | 奈良県   |
| 銀杏並木                     | 大阪府   |
| チャウチャウ                 | 大阪府   |
| 岬にきました                 | 和歌山県 |
| 別れた人と                   | 兵庫県   |
| 手づくりの故郷               | 岡山県   |
| 伝説の町                     | 広島県   |
| 風が消して行く               | 鳥取県   |
| 隠岐の鈴                     | 島根県   |
| この橋を渡ったら             | 山口県   |
| クンビーラ大権現             | 香川県   |
| 踊り疲れて                   | 徳島県   |
| 困るぞなモシ                 | 愛媛県   |
| うるめいわしの歌             | 高知県   |
| ぼた山                       | 福岡県   |
| 初恋の人は                   | 佐賀県   |
| オランダ坂をのぼろう         | 長崎県   |
| 肥後熊本さ                   | 熊本県   |
| 潮風の中で                   | 大分県   |
| フェニックス・ハネムーン     | 宮崎県   |
| 燃えろ若者                   | 鹿児島県 |
| ここはどこだ                 | 沖縄県   |
| 酒はあわもり                 | 沖縄県   |

## その他
1976年から1977年にかけて、同じく永六輔作詞、いずみたく作曲、デューク・エイセスが歌った『日本の歌』というLPレコードが全3集に渡り発表された。こちらは日本の歴史をテーマにしている。